# Susanne Kühn
 Susanne Kühn  (* 1969 in Leipzig) ist eine zeitgenössische deutsche Malerin.

## Werdegang
Susanne Kühn studierte von 1990 bis 1995 Malerei und Grafik an der Hochschule für Grafik und Buchkunst in Leipzig (HGB) bei Sighard Gille. Von 1995 bis 1998 lebte sie in New York und setzte ihr Studium mit einem Postgraduiertenstipendium des DAAD von 1995 bis 1996 an der School of Visual Arts und am Hunter College fort. 1998 zog sie nach Boston und wurde mit einem Radcliffe Fellowship der Harvard University ausgezeichnet (2001–2002). Seit 2002 lebt und arbeitet Susanne Kühn in Freiburg im Breisgau.
2015 übernahm die Künstlerin eine Professur für Malerei an der Akademie der Bildenden Künste Nürnberg.

## Stipendien
- 2001–2002 Radcliffe Fellowship, Radcliffe Institute for Advanced Study, Harvard University
- 1995–1996 Graduierten-Stipendium des Deutschen Akademischen Austauschdienstes, School of Visual Arts und Hunter College, New York

## Einzelausstellungen (Auswahl)
- 2017 Susanne Kühn. Spaziergänge und andere Storys, Haus der Graphischen Sammlung Augustinermuseum Freiburg
- 2016  Susanne Kühn, OMI International Arts Center, Ghent, New York, USA
- 2015 BANK, Galerie Matthias Kleindienst, Leipzig
- 2014 Welt der Wilden Tiere, Beck & Eggeling, Düsseldorf
- 2012 15 Disegni, Sala 1, Centro Internazionale d’Arte Contemporanea,  Rom, Italien
- 2012 Besuch, Städtische Galerie Offenburg, Offenburg

- 2011 Garden Eden, Haunch of Venison, London, GB
- 2008 Susanne Kühn, Museum of Contemporary Art Denver, Denver, USA
- 2007 Susanne Kühn, Kunstverein Freiburg, Freiburg
- 2002 Journey, Radcliffe Institute, Harvard University, Cambridge, USA
- 2000 Recent Paintings, Samek Art Gallery, Bucknell University, Lewisburg, USA

## Gruppenausstellungen (Auswahl)
- 2012 Malerei der ungewissen Gegenden, Kunstverein Frankfurt, Frankfurt

- 2012 Menschenbilder, Museum Frieder Burda, Baden-Baden
- 2009 Carte Blanche IX, Museum of Contemporary Art, Leipzig

- 2008 Future Tense: Reshaping the Landscape, Neuberger Museum of Art Purchase, New York, USA
- 2006 Dragon Veins, University of South Florida Contemporary Art Museum, Tampa, Fla.
- 2005 Internationale Biennale für zeitgenössische Kunst, Prag
- 2004 EAST International, Norwich Gallery, Norwich
- 2004 Zweidimensionale 2004, Kunsthalle der Sparkasse Leipzig, Leipzig

## Monografien
- Isabel Herda für die Städtischen Museen Freiburg (Hrsg.): Susanne Kühn. Spaziergänge & andere Storys. Kerber Verlag, 2017, ISBN 978-3-7356-0346-3.
- Ute Eggeling, Michael Beck (Hrsg.): Susanne Kühn. Welt der wilden Tiere. Beck & Eggeling Kunstverlag, 2014, ISBN 978-3-930919-87-1.
- Städtische Galerie Offenburg (Hrsg.): Susanne Kühn. Werke – Works 2006–2012. 2012, ISBN 978-3-00-039530-7.
- Forum Kunst Rottweil (Hrsg.): Susanne Kühn – Malerei, Zeichnung 2007–2009. Modo Verlag, 2009, ISBN 978-3-86833-018-2.
- Detlef Bluemler, Lothar Romain (Hrsg.): Künstler – Kritisches Lexikon der Gegenwartskunst. Ausgabe 81, Zeitverlag, 2008, ISSN 0934-1730.
- Kunstverein Freiburg und Museum of Contemporary Art, Denver (Hrsg.): Susanne Kühn. Hatje Cantz, 2007, ISBN 978-3-7757-2018-2.

## Bibliografie
- Elke Buhr: Frauenpower: Eine neue Generation von Malerinnen spielt gekonnt mit Sex, Surrealismus und Romantik. In: ART Kunstmagazin. 2/2008.
- Philip Auslander: Susanne Kühn – Museum of Contemporary Art Denver. In: ArtForum. 12/2008.

- Annabel Wahba: Susanne Kühn, Atelierbesuch. In: Zeit Magazin Leben. 27. Dezember 2007.
- Die bunte Unbekannte. In: Der Spiegel. 10. September 2007.
- Hans-Dieter Fronz: Freiburg i.B.: Susanne Kühn im Kunstverein. In: Kunstbulletin Schweiz. 11/2007.
- Melissa Kuntz: Susanne Kühn at Goff+Rosenthal. In: Art in America, 2/2006, Vol. 94 Ausgabe 2, S. 129.
- Lovelace, Carey. Susanne Kühn at Bill Maynes, Art in America. 11/2002, Vol. 90 Ausgabe 11, S. 160.
- Susanne Klingenstein: Die Eiskalte Romantikerin. In: Frankfurter Allgemeine Zeitung. 9. März 2002.
- Ken Johnson: ART IN REVIEW; Susanne Kuhn. In: The New York Times. 8. Dezember 2000.
- Thad Ziolkowski: Susanne Kühn – Bill Maynes Gallery. In: ArtForum. 12/1999.
- Roberta Smith: ART IN REVIEW; Suzanne Kuhn. In: The New York Times. 1. Oktober 1999.
- David Ebony: David Ebony's Top Ten. In: Artnet.com. 10/1999.

## Sammlungen
- Kemper Museum of Contemporary Art, Kansas City
- Museum für Neue Kunst, Freiburg
- Zabludowicz Collection
- Schwartz Art Collection, Harvard Business School
- Radcliffe Institute for Advanced Study, Harvard University
- Sammlung der Deutschen Bundesbank
- Sammlung Alison und Peter W. Klein, Eberdingen-Nußdorf
- UBS Art Collection
- Museum Frieder Burda, Baden-Baden
- Sammlung Sachsen-Bank, Leipzig
- Sammlung der Sparkasse Leipzig